# Dille gård naturbruksgymnasium
Dille Gård Naturbruksgymnasium ligger i Ås, Krokoms kommun.
Dille Gård Naturbruksgymnasium har Dille Gård AB som huvudman. Dille Gård AB bedriver även vuxenstudier inom den gymnasiala vuxenutbildningen och yrkeshögskola YH inom skog.
Gymnasieskolan är en friskola som erbjuder två inriktningar på Naturbruksprogrammet, Djur och Skog. Under inriktningen Djur finns fyra valbara profiler: Islandshäst, Häst, Hund och Djurvård. Under inriktning skog finns tre profiler: Skogsmaskin, Jakt och Äventyrsturism. Skolan har ett elevboende för ca 40 elever.
Våren 2019 hade Dille Gård ca 90 elever på gymnasiet och 30 på gymnasiala vuxenstudier.

## Historia
Dille Gård är ett jordbruk som nu drivs av femte generationen sedan början på 1800-talet som ett modernt företag inom den agrara näringen. Skolan ingår som ett bolag av fyra i en koncern kallad Dille Bolagen.
Dille Gård naturbruksgymnasium startade hösten 2005 med inriktningen Islandshäst. Hösten 2007 startade inriktningen Naturturism. Vidare utvecklades verksamheten med Häst, Hund, Äventyrsturism, Skogsmaskin och Djurvård samt vuxenutbildning och yrkeshögskola.